# Ансекюла
А́нсекюла (эст. Anseküla), ранее А́нзекюль — деревня в волости Сааремаа уезда Сааремаа, Эстония.
До административной реформы местных самоуправлений Эстонии 2017 года входила в состав волости Салме (упразднена).

## География и описание
Расположена в юго-западной части острова Сааремаа, на полуострове Сырве. Расстояние по шоссе до волостного и уездного центра — города Курессааре — 24 км. Высота над уровнем моря — 13 метров.
Климат умеренный. Официальный язык — эстонский. Почтовый индекс — 93211.

## Население
По данным переписи населения 2021 года, в Ансекюла насчитывалось 62 жителя, из них 61 (98,4 %) — эстонцы.
По данным переписи населения 2011 года, в деревне проживали 39 человек, все — эстонцы.
Численность населения деревни Ансекюла по данным переписей населения:
| Год  | 1959 | 1970 | 1979 | 1989 | 2000 | 2011 | 2021 |
| ---- | ---- | ---- | ---- | ---- | ---- | ---- | ---- |
| Чел. | 67   | ↘ 65 | ↘ 61 | ↘ 54 | ↘ 53 | ↘ 39 | ↗ 62 |

## История
Впервые упоминается в 1798 году (нем. Ansekül). Деревня дала своё название всему приходу (эст. Anseküla kihelkond).
Ансекюла состоит из трёх частей: Алткюла — возле церкви (эст. Altküla, в переводе с эст. «Нижняя деревня»), Мягикюла — на юге (эст. Mägiküla, в переводе с эст. «Горная деревня») и Раннакюла — на мысе Котканина (эст. Rannaküla — «Прибрежная деревня», также Линнукюла (эст. Linnuküla) — «Птичья деревня»).
В советское время деревня относилась к совхозу «Сырве».
В 1977—1997 годах в состав Ансекюла входила деревня Винтри.
В 1957 году на расположенной на территории деревни братской могиле советских воинов, павших во Второй мировой войне (исторический памятник с 1997 до 2023 года), был установлен памятник с надписью «Вечная слава героям, павшим в сражениях за свободу и независимость нашей Родины 1941—1945». В протоколе от 30 ноября 2022 года рабочая группа по советским памятникам при Госканцелярии Эстонии признала памятник «красным монументом», подлежащим демонтажу с переносом останков на кладбище. Памятник был демонтирован в 2023 году. При раскопках 10 мая 2023 года были обнаружены останки 42 красноармейцев, которые перезахоронены на кладбище Сайкла-Нымме (см. Список советских военных памятников Эстонии).

## Инфраструктура
В деревне находится маяк Ансекюла, построенный в 1952 году на месте церкви, взорванной немецкими войсками при отступлении в годы Второй мировой войны. Высота четырёхгранного бетонного маяка составляет 27,5 метра и 42,3 метра от уровня моря. Маяк чёрный сверху и белый снизу.
С 2013 года в  летние месяцы в деревне работает кафе-гостиница «Anseküla Teelistemaja» («Ансекюлаский Дом странников»).
После Второй мировой войны в деревне, в бывшем хуторском доме, работала начальная школа, которая была закрыта в 1997 году.

## Галерея

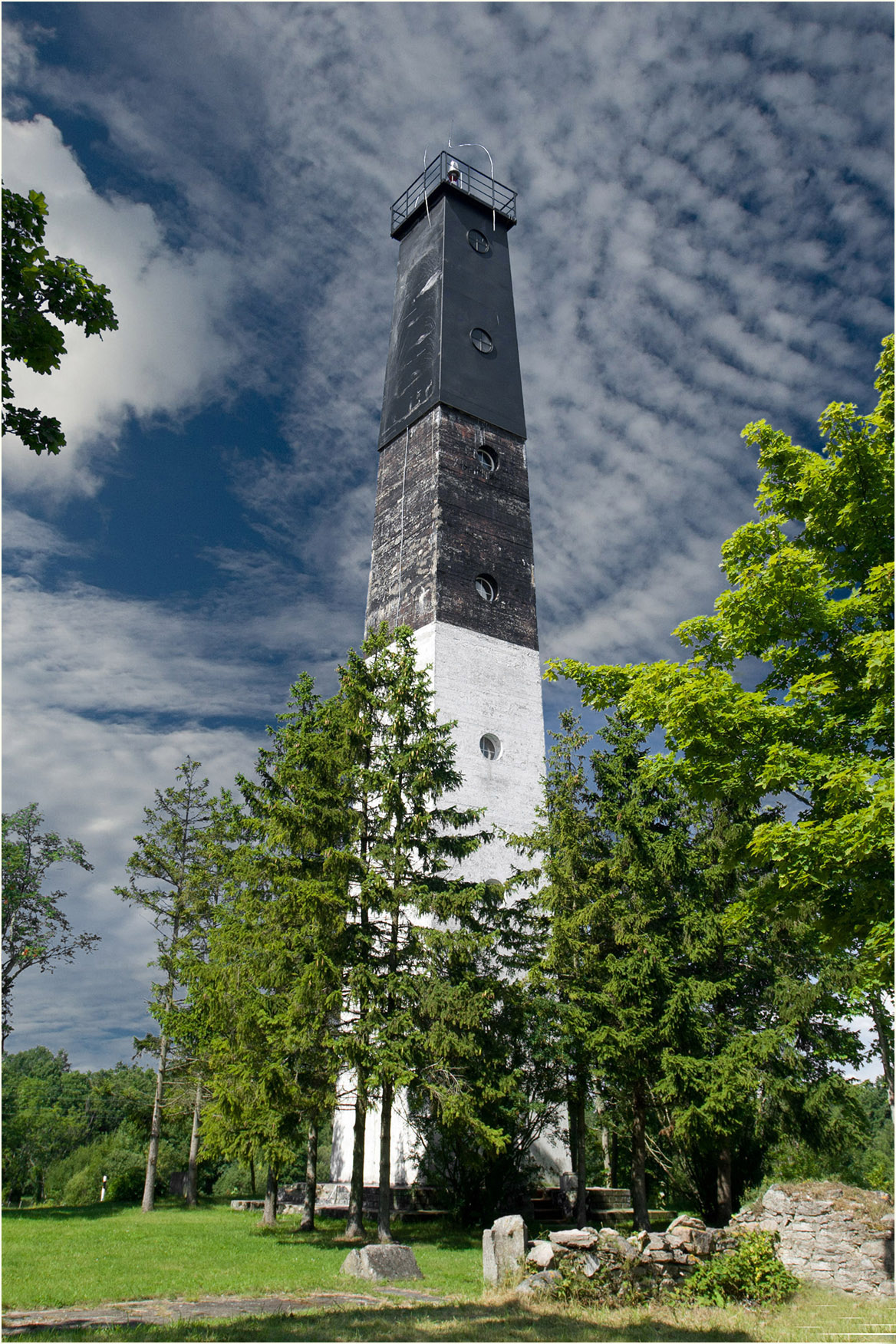
Маяк Ансекюла в 2007 году
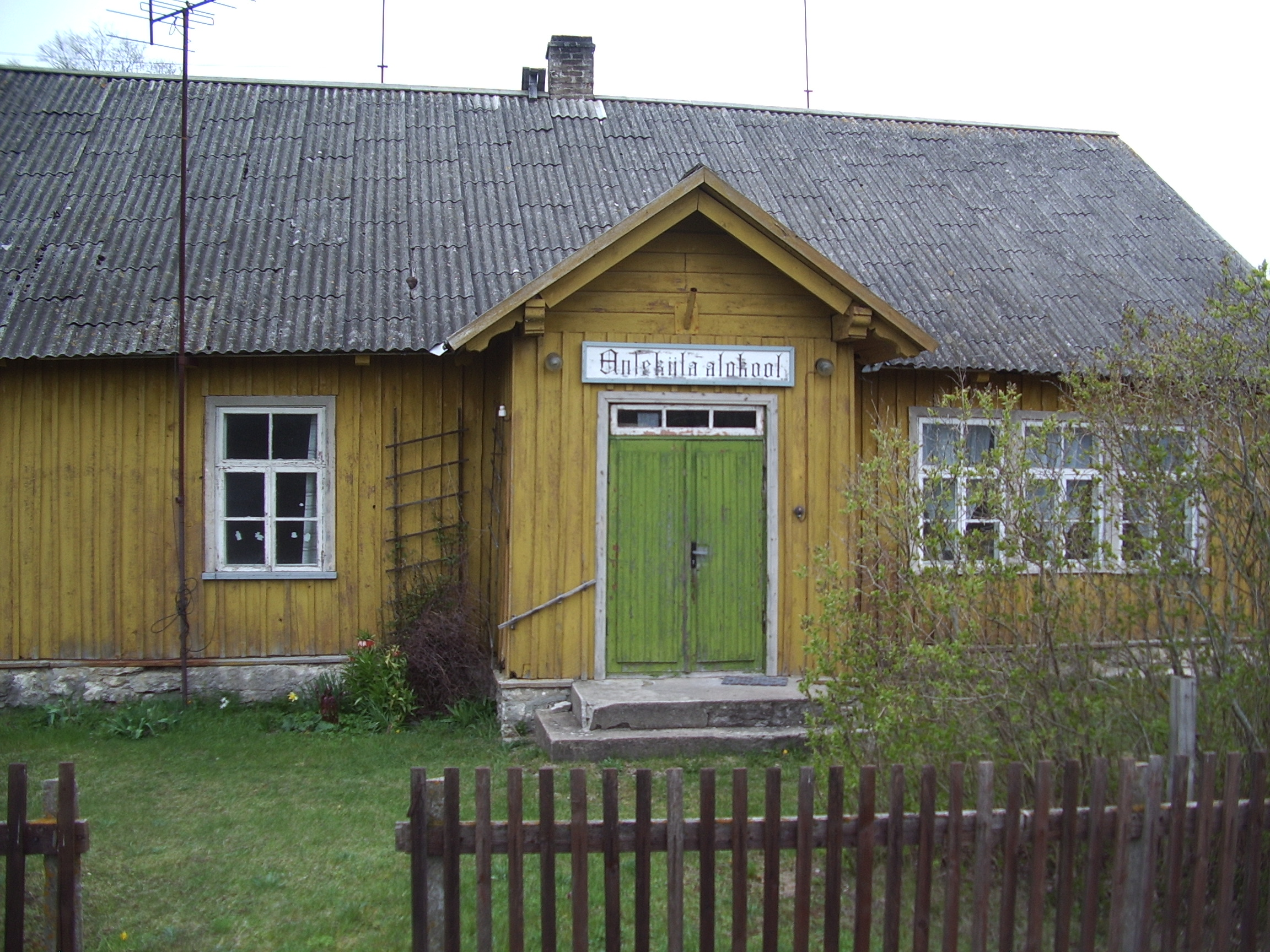
Бывшее здание Ансекюлаской начальной школы
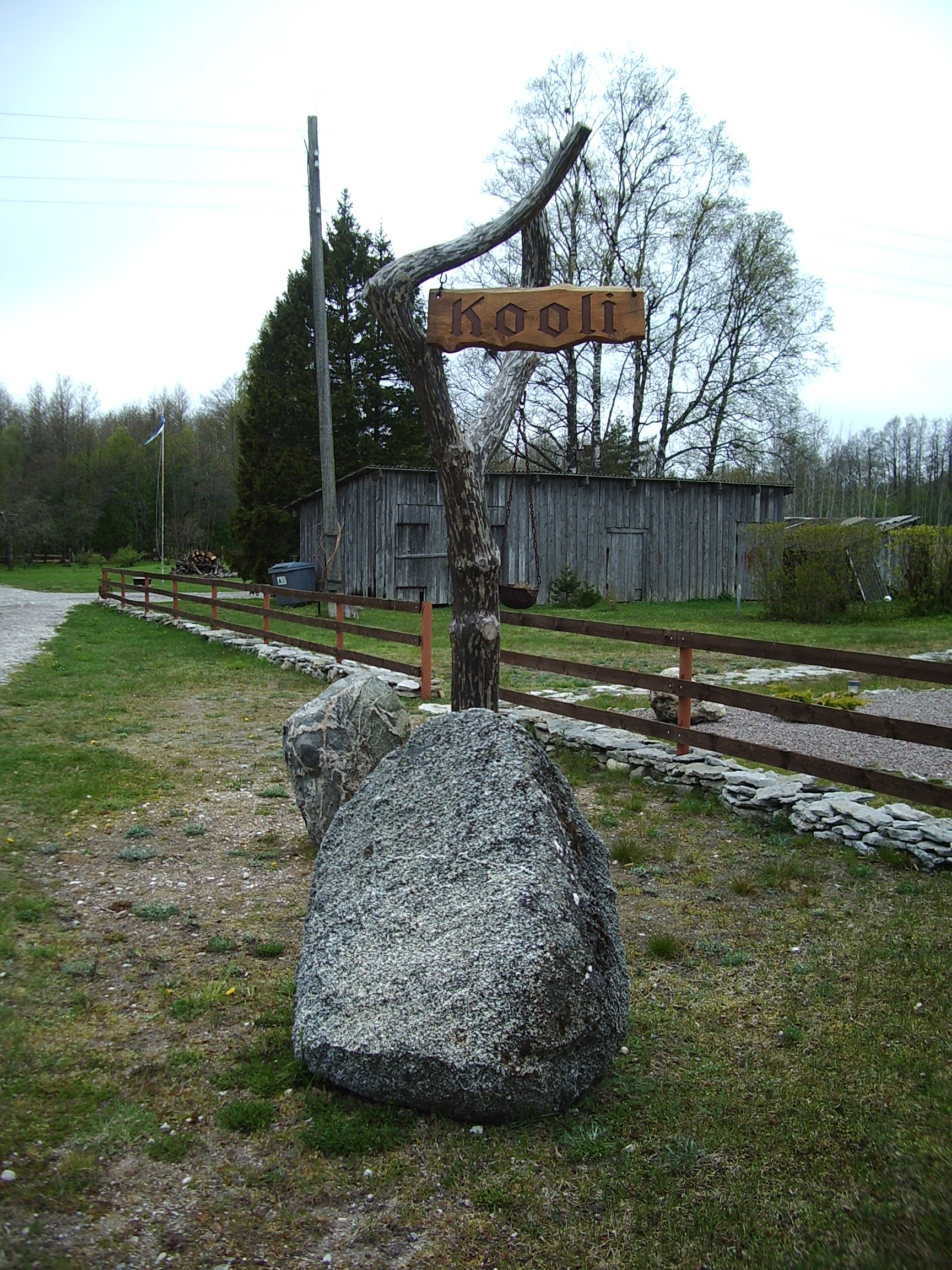
Указатель рядом с бывшей школой
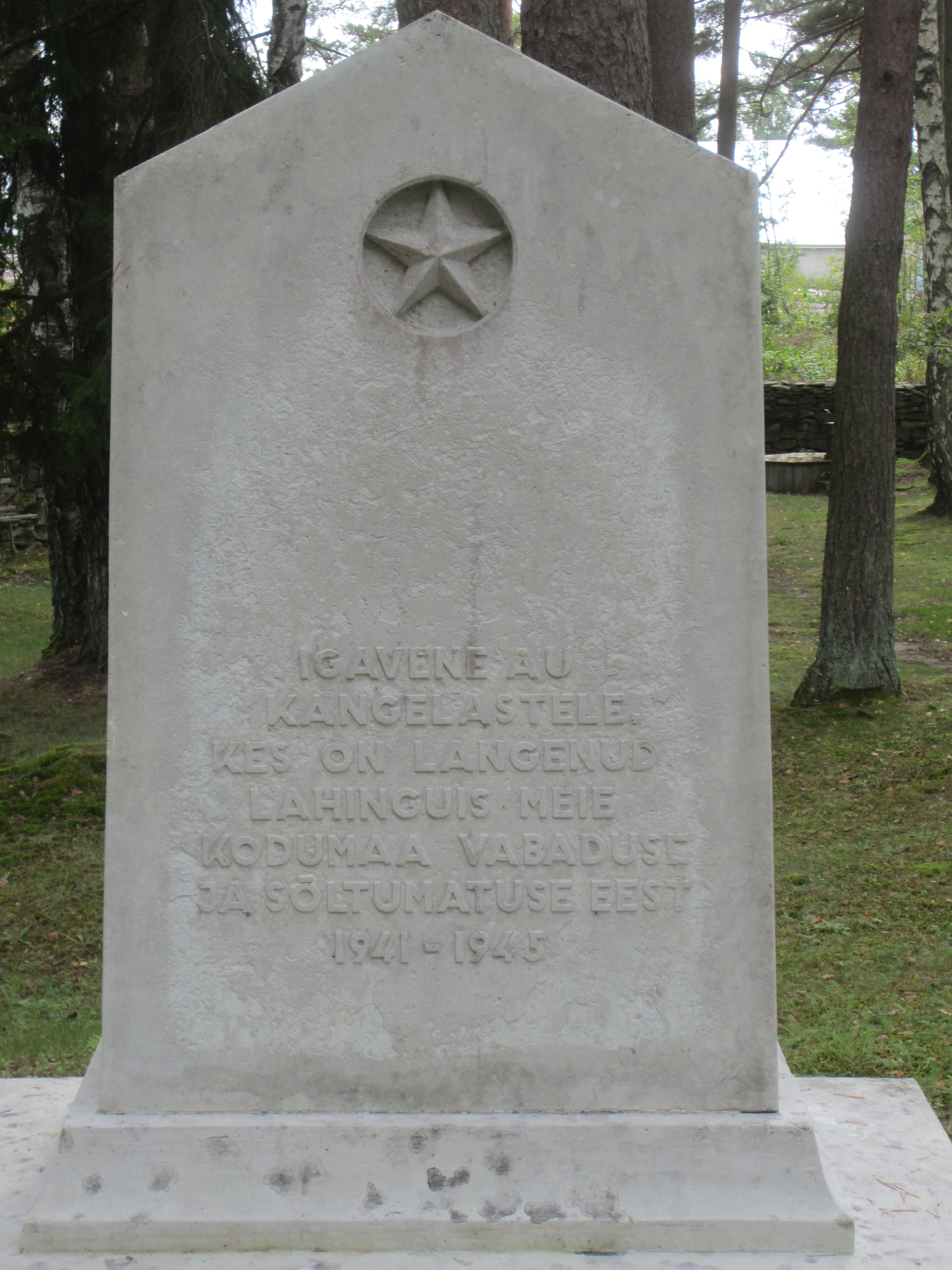
Советский памятник на братской могиле павших во II мировой войне в Ансекюла, 2011 год. Ликвидирован в 2023 году

## Комментарии
1. ↑  Эстонские топонимы, оканчивающиеся на -а, не склоняются и не имеют женского рода (исключение — Нарва)[6].